# Sandro Simonet
Sandro Simonet (5 luglio 1995) è uno sciatore alpino svizzero.

## Biografia
Attivo in gare FIS dal novembre del 2010 e fratello di Livio, a sua volta sciatore alpino, Simonet ha debuttato in Coppa Europa il 15 dicembre 2013 a Pozza di Fassa in slalom speciale, senza portare a termine la prima manche, e in Coppa del Mondo il 13 novembre 2016 a Levi nella medesima specialità, classificandosi 27º. Il 23 febbraio 2017 ha colto a Sarentino in combinata la sua prima vittoria, nonché primo podio, in Coppa Europa e ai Mondiali di Åre 2019, suo esordio iridato, ha vinto la medaglia d'oro nella gara a squadre (partecipando come riserva) e si è piazzato 26º nella combinata. Il 31 gennaio 2021 ha conquistato a Chamonix in slalom speciale il primo podio in Coppa del Mondo (3º) e ai successivi Mondiali di Cortina d'Ampezzo 2021 si è classificato 4º nella gara a squadre.

## Palmarès

### Mondiali
- 1 medaglia:
  - 1 oro (gara a squadre a Åre 2019)

### Coppa del Mondo
- Miglior piazzamento in classifica generale: 79º nel 2021
- 1 podio (in slalom speciale):
  - 1 terzo posto

### Coppa Europa
- Miglior piazzamento in classifica generale: 27º nel 2023
- 4 podi:
  - 2 vittorie
  - 1 secondo posto
  - 1 terzo posto

#### Coppa Europa - vittorie
| Data             | Località  | Paese     | Specialità |
| ---------------- | --------- | --------- | ---------- |
| 23 febbraio 2017 | Sarentino | Italia    | KB         |
| 29 novembre 2018 | Levi      | Finlandia | SL         |

Legenda:

SL = slalom speciale

KB = combinata

### Australia New Zealand Cup
- Miglior piazzamento in classifica generale: 21º nel 2019
- 1 podio:
  - 1 terzo posto

### Campionati svizzeri
- 6 medaglie:
  - 3 ori (combinata nel 2018; combinata nel 2019; combinata nel 2021)
  - 2 argenti (supergigante nel 2019; slalom speciale nel 2023)
  - 1 bronzo (slalom speciale nel 2018)